# ألترا جنوب إفريقيا
أولترا جنوب أفريقيا (بالإنجليزية: Ultra South Africa)‏ هو أكبر مهرجان للموسيقى الإلكترونية في أفريقيا وهي جزء من مهرجان ألترا ميوزيك المنتشر في جميع أنحاء العالم والذي يمتد الآن إلى أكثر عشرين دولة. ظهر أول مرة في فبراير 2014 وحدث في مدينتين (جوهانسبرغ وكيب تاون). يعتبر الأكثر صرامة حيث يمنع دخول إلا لأولئك الذين تبلغ أعمارهم ثمانية عشر عامًا فأكثر.
عقدت النسخة السادسة يومي 1-2 مارس 2019.